# Hypopyra absentimacula
Hypopyra absentimacula là một loài bướm đêm trong họ Erebidae.